# Pos (zoetwatervis)
De pos (Gymnocephalus cernua) is een zoetwatervis uit de familie van de echte baarzen (Percidae) die inheems voorkomt in de Benelux. De wetenschappelijke naam van de soort werd als Perca cernua in 1758 gepubliceerd door Carl Linnaeus. Een ander synoniem is Acerina cernua. (Zie afbeeldingen onderaan de pagina). De pos wordt tot 30 centimeter lang.

## Uiterlijk
Lichtbruine kleur met donkerbruine spikkels. Rugvinnen verenigd, 11 tot 16 stralen.

## Voedsel
De pos voedt zich met insectenlarven.

## Ecologische betekenis
De pos komt algemeen voor in open water zoals het IJsselmeer. Tijdens de paaitijd in april-juni vormt de pos grote scholen. Ze paaien in ondiep water op waterplanten, stenen en andere obstakels. De pos is naast de blankvoorn het belangrijkste voedsel voor de aalscholver.

## Woongebied

Acerina cernua in de Iconographia Zoologica door Bloch (1774-1804)

Meren en rivieren in Noord en Midden Europa.

Acerina cernua in de Iconographia Zoologica